# 日本人材機構
株式会社日本人材機構（にっぽんじんざいきこう）は、地方創生を目的として、地域企業等に対して経営幹部人材の紹介を行っていた日本の企業である。2015年設立。2020年事業終了、2021年解散。

## 沿革
- 2015年8月7日、株式会社地域経済活性化支援機構の子会社として設立[1]。
- 11月1日、厚生労働省から有料職業紹介事業に係る許可の取得[2]。
- 2020年6月30日、経営人材紹介事業、コンサルティング事業、金融機関への人材紹介事業参入支援事業を終了[3]。
- 2021年1月29日、清算結了[4]。